# Рудьківка
Ру́дьківка — село в Україні, у Бобровицькій міській громаді Ніжинського району Чернігівської області. Рудьківському старостинському округу підпорядковані також села Коношівка (назву започаткував козак Конош) та Хомівці (першим поселенцем тут був Хома Бриль, що переселився з Браниці).
Кутки села. На північ від Бистриці, зі сходу на захід: Красний куток, Новоселиця (1-ша бригада), Скраклі, Презливка. На південь від річки, з ПЗ на ПС: Рябеньківка, Хвощайка, Хутор (2-га бригада), Конішевський куток.
Інформатори: пасічник Дараган Микола Павлович; лісник, колишній сільський голова Чуб Олексій Васильович.

## Географія
Село Рудьківка розташоване на річці Бистриці на заході району, межує з територіями колишніх Бобровицької міської, Браницької, Марковецької та Сухинської сільських рад Бобровицького району. Північно-західна частина території Рудьківської сільської ради межує з Козелецьким районом.
Відстань до районного центру автомобільними шляхами — 7 км, до обласного центру — 95 км. Село розташоване за 5 км від залізничної станції Бобровиця.

## Життя громади
Населення села на початок 2019 року — 1070 осіб, серед них дітей — 185, пенсіонерів — 277.
У селі є клуб, магазини, кафе «Стара фортеця», Рудьківська ЗОШ I-III ступенів. 6 листопада 2015 було відкрито реконструйований дитячий садок «Котигорошко» на 40 місць (дві групи).
На базі колишнього радгоспу діє ПАТ «Рудьківське» (керівник — Іваницький Олег Михайлович).

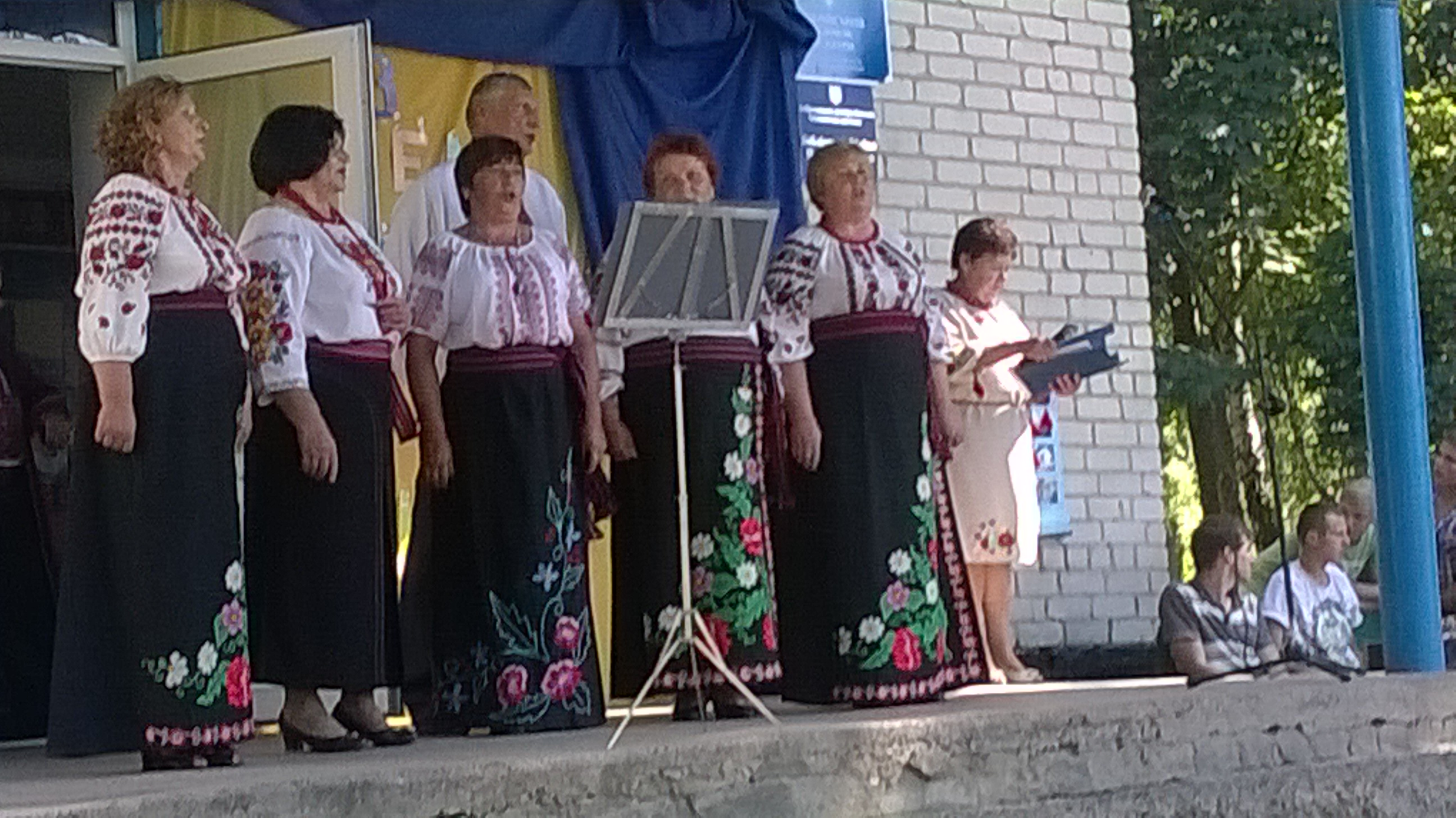
Рудьківка, біля Будинку культури. День села, 27 серпня 2016. Виступає "Рудьківчанка"

1981 року в селі було створено фольклорний колектив «Вербиченька». 2011 року йому було присвоєно звання народного аматорського. Попри поважний вік багатьох учасників, колектив активно гастролює й навіть виграє нагороди на фестивалях.

## Історія
На території Рудьківки є кургани ІІ-І тис. до н. е.
За легендами, у XV столітті сюди прийшли шість козаків і заснували поселення. Вони копали тут болотну руду і в невеликих домницях плавили метал. Невеличкий хутір Рудки або Грудки був заснований серед боліт на острівцях. Ці острівці називалися рудками або грудками.
Перша згадка про Рудьківку, ймовірно, зустрічається в ревізії Остерського староства за 1628 рік. У ній мова йде про поляків, які мешкали в деяких населених пунктах. Зокрема, 5 поляків «стану шляхетського» мешкало pod Dąbrowicą na Rudkowym Futorze («під Дубровицею на Рудьковим хуторі»): Bartłomiej Trembicki, Jan Prokop Chmura, Jan Kaszowski, Wacław Ortowski, Krzystof Zawadzki. Оскільки рядком вище йшлося про Бобровицю, лишається мало сумнівів щодо ідентифікації цього населеного пункту. Однак є також інші версії щодо розташування згадуваного хутору.

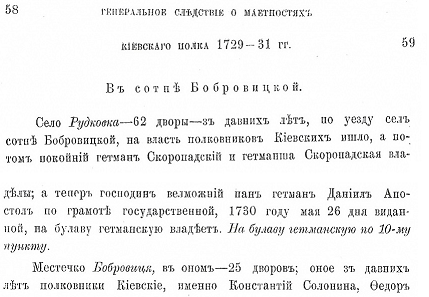
Генеральное слѣдствие о маетностяхъ Киевскаго полка 1729–1731 гг. (фрагмент)

На початку XVIII століття про Рудьківку згадує «Генеральное слѣдствие о маетностяхъ Киевскаго полка 1729–1731 гг.» Згідно з документом село Рудковка раніше належала Київським полковникам. Пізніше село перейшло гетьманам (Івану Скоропадському та його вдові, потім — Данилу Апостолу) і мала 62 двори. Рудьківка була відмічена як село, а не деревня, а тому 1731 року в Рудьківці вже була церква Миколи Чудотворця. 1734 року вона мала 6 дзвонів, а при ній були попъ Григорій Игнатевъ да Василь Игнатевъ, дячокъ Данило Якимовъ, пономарь Яковъ Ивановъ. Цього ж року в селі був дворецъ (маєток), а в ньому хоромного строения: світлиця (з соснового лісу) з кімнатою та білою піччю, навпроти світлиці — онбаръ та комора. У коморі — вино, мука, просо, овес, горох, 12 курей русскихъ та певень одинъ. Також у маєтку були винниця з 2 мідними робочими котлами, 2 сараї та 57 свиней надворныхъ. До маєтку належали пахотні поля, 3 сіножаті, лесокъ черной неболшой та шинок, у якому шинкарем був Θеодоръ Презленко. Також у селі на річці Бобровицѣ був млин о двухъ колахъ мучныхъ, а трете коло ступное, «державцем» якого був бунчуковий товариш Іван Забіла, імовірно, той Іван Васильович Забіла, який продав Сухиню Києво-Печерському монастирю й 1732 року жив у селі Рудькові. 1734 року в селі були 54 двори, з них 4 (чотыри) — чиншові, 27 — тяглих, 20 — піших, 2 — бояр, 1 — війта (старости). Тяглі та піші (без тяглової худоби) селяни виконували різні роботи в маєтку і щорічно платили власнику грошима, а бояри посилалися за різними «посилками».
1762 року село Рудковка перейшло за спадком від Юхима Дарагана сину Григорію, пізніше  — сестрі Григорія Катерині Галаган.
1770 року в Рудьківці та, можливо, прилеглих хуторах були 1672 прихожани православної церкви.
1781 року в селі було 6 будинків: 2 — різночинців, 2 — духівництва, 2 — церковників, а також 202 хати: 49 — козаків виборних, 29 —  козаків підпомічників та 124 — посполитих селян і козацьких підсусідків. 1787 року в Рудьківці мешкав 751 дорослий чоловік. Мешканці — різного звання казенні люди, козаки та власників (генерал-поручика Дарагана та бобровицького сотника Косташа Олександра Матвійовича).
У 1833 році в селі побудовано нову дерев'яну православну Миколаївську церкву. Приблизно в цей час священиком був Селігінський. Пізніше (зокрема, 1866 року) його вдова Єфросинія просила закріпити за дочкою Таїсією парафію та виділяти їй половину прибутків парафії. Духовна консисторія відмовила «нерозсудливій» Селігінській і порадила задовольнитися призначеною раніше допомогою, яка й так була найбільшою в єпархії для священицьких сиріт.
У першій половині 19 ст. в Рудьківці священиками та дяками були переважно Облакевичі та Софронські. Зі сповідних розписів Миколаївської церкви за 1834 рік відомі прізвища значної частини рудьківчан: Акуленко, Андріяш, Бабенко, Бадада, Берегун, Бреус, Брись, Биба, Вакуленко, Василець, Ворона, Горбач, Горячка, Дараган, Даценко, Денисенко, Дорошенко, Дубина, Заїка, Здан, Зерняка, Зубан, Калениченко, Качка, Кичкин, Клок, Ковтун, Ковтяга, Конішевський, Корнієнко, Кравець, Кричок, Куліш, Лисенко, Лісовець, Макаренко, Мартиненко, Облакевич (у т. ч. пономар), Осипенко, Пінчук, Піддяченко, Піддячий, Презло, Пригара, Применко, Проценко, Пустовойт, Радченко, Савченко, Скакун, Середа, Сокол, Софронський (у т. ч. священик та дячок), Сушко, Тополь, Турчин, Удовенко, Черниченко, Чубенко, Шелудько, Шкляр, Шмаль, Щокан, Ященко.
За даними 1859 року населення села становило 1383 особи на 334 двори. Серед них — 678 чоловіків та 705 жінок. Рудьковка — село казачье, казенное, владѣльческое. Село було розташоване при рч. Бобровицѣ. У селі були православна церква, каплиця та винокурня. На детальній мапі Шуберта 1859 року село назване Рудьково.
У 1860 році Чернігівський архієпископ Філарет розпорядився відкрити церковно-приходські школи, які розмістилися переважно в оселях священиків. Таку школу було відкрито і в Рудьківці, де викладали священик Федот Раєвський та диякон Стефан Облакевич (був дияконом у селі до 1872 року). Улітку 1862 року архієпископ Філарет затвердив рішення оголосити їм обом подяку від єпархіального начальства за ревне навчання у школах дітей та розвиток шкіл. 1864 року Федот Раєвський був нагороджений набедреником за особливу старанність у розповсюдженні грамотності між селянськими дітьми. У 1866 році у школі навчалися 34 хлопця та 2 дівчини (віком 7-15 років).
У 1866 році при храмі було відкрито церковно-парафіяльне піклування.
У 1874 році в Рудьківці відкрилося земське народне сільське училище. Після кількарічної перерви, пов’язаної з відсутністю фінансування, навчання у школі поновилося у 1893 році.
У 1876 році у складі Марковецько-Рудьківської парафії Чернігівської єпархії були Успенська церква в Марківцях та Миколаївська в Рудьківці.
1881 року Чернігівським земством було проведено подвірний опис повіту. Під дворами мались на увазі самостійні господарства, навіть якщо формально вони перебували в одному дворі з іншими родинами. Худоба річного віку не враховувалася. Згідно з описом у Рудьківці були 2094 жителі на 391 двір.
| Рудьківка | Дворів | Жителів | Волів, биків | Корів | Молодої ВРХ | Коней робочих | Коней молодих | Овець | Свиней |
| Разом     | 391    | 2094    | 143          | 319   | 159         | 252           | 53            | 778   | 597    |

Згідно з проведеним у 1860-х межуванням Рудьківку зарахували з Хамовцами та навколишніми землями в одну Рудьківську дачу. Нижче наведено частину інформації щодо села з Хомівцями за даними межування та подвірного опису повіту.
| З Хомівцями   | Дворів | Жителів | Роб. віку | Грам. ч. | Грам. ж. |
| Козаки        | 199    | 1066    | 519       | 36       | 2        |
| Держ. селяни  | 1      | 5       | 2         | 0        | 0        |
| Поміщ. селяни | 188    | 1007    | 471       | 47       | 3        |
| Міщани        | 5      | 31      | 9         | 4        | 0        |
| Євреї         | 7      | 34      | 13        | 4        | 0        |
| Привілейовані | 12     | 72      | 34        | 22       | 12       |
| Інші          | 3      | 7       | 3         | 1        | 0        |
| РАЗОМ         | 415    | 2222    | 1051      | 114      | 17       |

Робочий вік рахувався для чоловіків з 18 до 60 років, для жінок — з 16 до 55. Привілейованими верствами вважали духівництво, дворян, купців тощо. 
У рудьківчан разом із хомівчанами було 359 клунь, 65 млинів та 748 колод бджіл (у 41 дворі).
| Земля, десятин | УСЯ  | Садиб. | Орна | Сіно- коси | Ліс | Інша | Не- зручна | На 1 двір | Беззем. дворів |
| Козаки         | 1523 | 108    | 952  | 271        |     |      |            | 7,7       | 2              |
| Держ. селяни   | 11   | 1      | 6    | 4          |     |      |            | —         | —              |
| Поміщ. селяни  | 861  | 90     | 623  | 85         |     |      |            | 4,6       | —              |
| Міщани         | 60   | 4      | 85   | 9          |     |      |            | —         | —              |
| Євреї          | —    | —      | —    | —          |     |      |            | —         | 7              |
| Привілейовані  | 1335 | 37     | 621  | 666        |     |      |            | 111,3     | 1              |
| Інші           | 2    | 1      | 1    | —          |     |      |            | —         | —              |
| РАЗОМ          | 3792 | 241    | 2238 | 1035       |     |      |            | 9,1       | 10             |
| МЕЖУВАННЯ      | 5235 | 353    | 2840 | 1014       | 814 | 28   | 186        |           |                |

«На 1 двір» — у середньому. Один привілейований двір мав 1106 десятин землі, інші — менше 100 десятин кожен.
Рудьківчани мали маленькі присадибні ділянки під сади та городи, а також могли володіти землею в полі, яка була двох типів власності: одноосібної («відрубні» ділянки, виділені під конкретного власника) та спільної (громадські «загальнозмінні» ділянки). Невелику частину громадської землі навколо села могли відводити під індивідуальні «помірки», де зазвичай вирощувалися городні культури. У Рудьківці тоді основною була трипільна система землеробства, коли громада ділила спільну землю на три частини — «зміни». Одна зміна відводилась під озимі культури (жито, середній урожай — 65 пудів із десятини), друга — під ярові (переважно гречка, 40 пудів із десятини, також овес), а третя «гуляла під паром», тобто не засіювалася й використовувалась як «толока» — пасовисько для худоби. Щороку зміни циклічно чергувалися за вказаним вище порядком. Землю обробляли плугом, у який упрягали по 4-5 коней або волів.
Зміни: в бік Браниці, в бік Макарівки та Бобровиці, в бік Марківців. Зміни були майже суцільно чорноземні (найкраща — перша), лише у 2-й по дорозі на Бобровицю було трохи солонцю — вздовж річки (ровчака) Бобровиці (тепер — Бистриці). У західній частині дачі лежала відрубна ділянка колегії Галагана, де було ⅓ солонцюватої землі (урочища Лабровщина, Киселівка, Локатовщина) та ⅔ сіро-глинистої, навіть гіршої якості, ніж у Макарівці.
Власних сінокосів у Рудьківці вистачало навіть на продаж. Вони були розташовані переважно в західній частині дачі (в бік Марківців, Мостища та Сухині), а також у бік відрубної дачі Коляжина. Болотних сінокосів було мало (на Довгому болоті в бік Марківців та Мостища, на Чистому болоті в бік Сухині), вони часто були затоплені й давали поганий накіс. Грудових сінокосів (на підвищеннях) було значно більше. Пасовища для дрібної худоби частково винаймали в орендатора Галагана. Найкращий ліс (дубовий та осиковий) по річці Бобровиці був у Галагана, також було понад 7 десятин казенного дубового лісу.
За переписом 1897 року в селі мешкали 2263 особи, серед них — 1092 чоловіка та 1171 жінка. Православними себе назвали 2243.
У 1885 році Рудьківка належала до Мостицької волості Козелецького повіту (волосний центр, містечко, нині село Мостище, у 1929—2016 мало назву Петрівське).
У 1899 році Козелецьке земство виділило субсидію 750 рублів на побудову шкільної будівлі, а в 1905 році — ще 500 рублів на добудову. До 1905 року було зведено нову будівлю Миколаївської церкви за 28 тисяч рублів.
За даними податкових списків 1923 року в Рудьківці були 642 господарства, в яких мешкало 2956 осіб. Рудьківка (разом із Марківцями, Сухинею та Макарівкою) належала до Козелецького району (а не до Бобровицького) Ніжинської округи Чернігівської губернії. До райцентру було 25 верст польовими дорогами, до станції Бобровиця — 10 верст. Село мало свою сільраду, до якої також належали Хомівці (231 мешканець на 49 господарств). У селі була школа, телефону не було. 4 дні тижня було визначено базарними.
Під час німецько-радянської війни 700 жителів села воювали на різних фронтах, 30 — у партизанських загонах. За мужність і відвагу 350 рудківчан нагороджено орденами й медалями, 248 загинуло. На їх честь у 1970 році односельці встановили пам’ятник.
Після війни в Рудьківці було розміщено радгосп «Рудьківський», який 1972 року мав 3663 га землі, у т. ч. 2598 га орної. Провідною галуззю господарства було тваринництво м'ясо-молочного напряму. 1972 року населення села налічувало 2388 жителів на 800 дворів. Сільраді були підпорядковані села Коношівка, Сухиня, Хомівці. У селі діяли восьмирічна школа (272 учні, 21 учитель), 2 бібліотеки, будинок культури на 260 місць, фельдшерсько-акушерський пункт, пологовий будинок.
12 червня 2020 року, відповідно до розпорядження Кабінету Міністрів України № 730-р «Про визначення адміністративних центрів та затвердження територій територіальних громад Чернігівської області», увійшло до складу Бобровицької міської громади.
19 липня 2020 року, в результаті адміністративно-територіальної реформи та ліквідації Бобровицького району, увійшло до складу Ніжинського району Чернігівської області.

## Відомі люди
- Журавльов Євген Петрович (1896—1983) — радянський військовий діяч, у роки німецько-радянської війни почергово був командувачем багатьох армій. Генерал-лейтенант (9 вересня 1943).
- Колодій Федір Олександрович (1872—1920) — військовий діяч Російської імперії та Української Народної Республіки, генерал-хорунжий армії УНР. Учасник Російсько-японської війни, Першої світової війни та Перших визвольних змагань. Командувач обороною Кам'янця-Подільського (1919).